# Balaenognathus
Balaenognathus maeuseri
Genre
Espèce
Balaenognathus (littéralement « mâchoire de baleine boréale ») est un genre fossile de ptérosaures cténochasmatidés datant du Jurassique supérieur, découvert dans la Formation de Torleite (en) en Bavière, en Allemagne. Le genre comprend une seule espèce, Balaenognathus maeuseri, connue grâce à un squelette presque complet et articulé.

## Découverte et dénomination

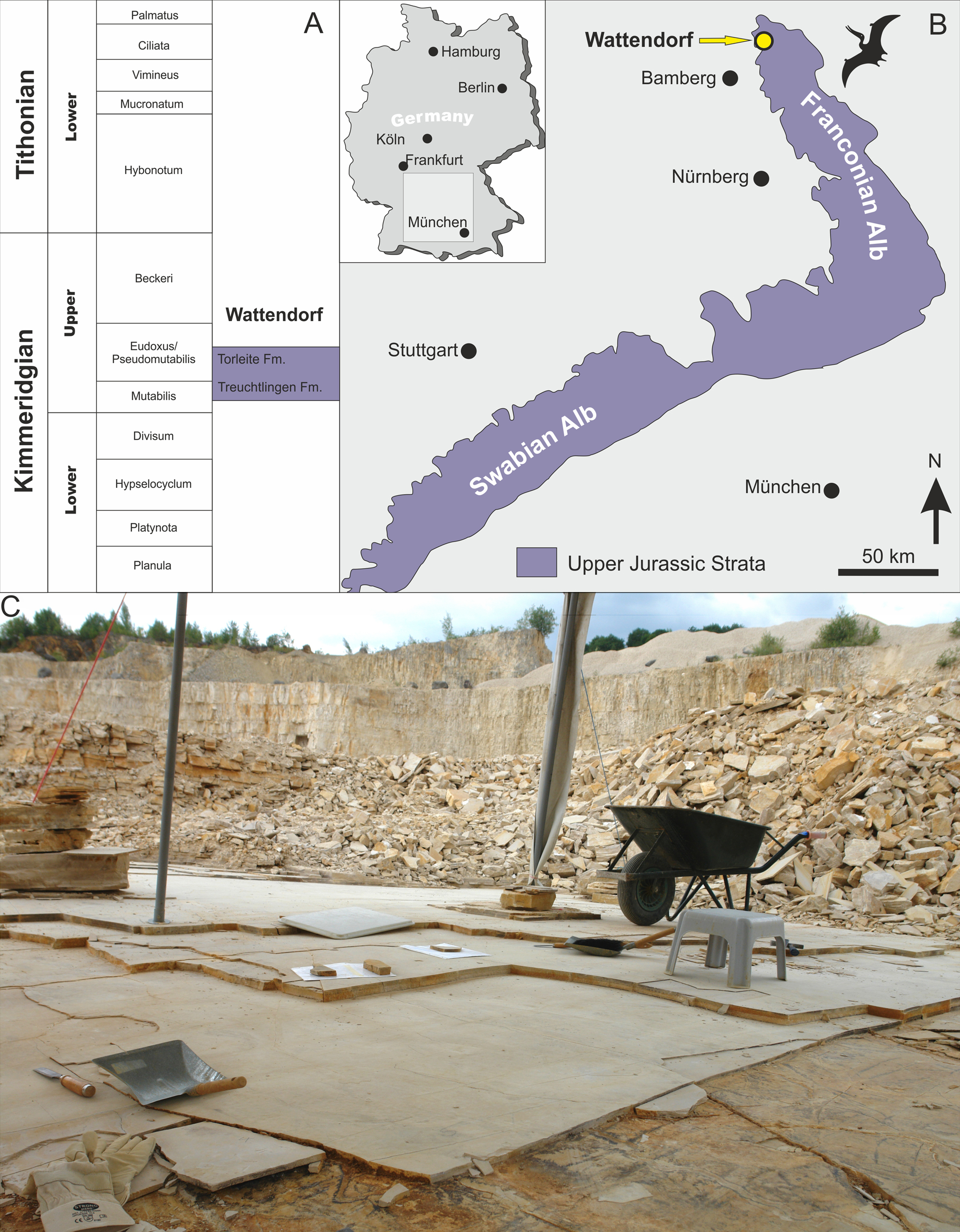
Horizon stratigraphique et lieu de découverte de l'holotype (Formation de Torleite (en)).

Le spécimen holotype de Balaenognathus, NKMB P2011-633, a été découvert dans les sédiments de la Formation de Torleite (en), datés des étages Kimméridgien supérieur à Tithonien du Jurassique supérieur, près de Wattendorf, en Bavière, dans le sud de l’Allemagne. Le fossile a été trouvé accidentellement en septembre 2011, alors que des os de crocodylomorphes étaient en cours de collecte. Il s’agit d’un individu bien conservé, presque complet et articulé. Une petite portion de tissu mou de la membrane alaire est préservée. Le spécimen est conservé sur une dalle composée de 17 fragments, ne présentant que quelques lacunes : une partie du métacarpien de l’aile gauche, une zone articulaire d'une phalange du doigt de l’aile, les trois doigts de l’aile gauche ainsi qu’une petite portion de l’ilium gauche.
En 2023, Martill et ses collègues ont décrit Balaenognathus maeuseri comme un nouveau genre et une nouvelle espèce de ptérosaures cténochasmatidés, à partir de ces restes fossiles. Le nom générique, Balaenognathus, combine une référence à la baleine boréale (Balaena mysticetus) et le mot latin gnathus signifiant « mâchoire », en référence à ses stratégies supposées d'alimentation par filtration. Le nom spécifique, maeuseri, rend hommage au coauteur Matthias Mäuser, décédé avant la publication de l’article.

## Description
Balaenognathus est un cténochasmatidé de taille moyenne, avec une envergure de 1,17 mètre (3,8 pieds). Les os de ses membres présentent des proportions similaires à ceux de Cycnorhamphus et Pterodaustro. Son museau est très distinctif parmi les ptérosaures, avec l’extrémité du rostre formant une large spatule. La mâchoire supérieure est plus courbée que la mâchoire inférieure, ce qui indique que Balaenognathus ne pouvait probablement pas fermer complètement la bouche. Le spécimen holotype possède plus de 480 dents en forme d’aiguille, avec des extrémités crochues. Les dents sont situées uniquement sur les côtés des mâchoires, tandis que l’avant reste dégagé.

## Paléobiologie

Paléoart de Balaenognathus en train de se nourrir.

La dentition spécialisée et le rostre en forme de spatule suggèrent fortement une adaptation à l’alimentation par filtration. Balaenognathus se nourrissait probablement dans des eaux riches en plancton, utilisant ses dents comme un piège filtrant. L’eau entrait probablement par l’avant édenté des mâchoires, puis était divisée par une crête située au milieu du palais. L’eau était ensuite expulsée par les dents imbriquées situées sur les côtés, ce qui permettait de retenir les particules alimentaires.
Martill et al. (2023) ont identifié trois méthodes possibles pour maintenir un flux d’eau pendant l’alimentation. La première est l’alimentation par « ram feeding » active, qui nécessite que l’animal avance la tête dans l’eau. Toutefois, ils estiment qu’il serait impossible de raser la surface de l’eau avec les mâchoires en plein vol, en raison de la résistance et de la traînée importantes de l’eau. Une autre forme de ram feeding consisterait à avancer dans l’eau en marchant, en poussant la tête. Cette option est aussi jugée peu probable, car le cou est trop court pour permettre un mouvement efficace de l’eau vers l’intérieur de la bouche. Si Balaenognathus se nourrissait de cette façon, l’angle le plus efficace de la tête serait légèrement immergé, à environ 30° par rapport à la surface de l’eau.
La deuxième méthode proposée est celle de l’alimentation passive par suspension, observée presque exclusivement chez les invertébrés actuels. Dans ce type d’alimentation, la tête reste immobile face à un courant naturel, qui pousse les particules alimentaires en suspension dans la bouche. Pour que cette méthode soit efficace, l’eau devait être riche en particules alimentaires, et l’animal devait se trouver à une profondeur adéquate, avec un courant d’intensité appropriée.
La troisième méthode proposée par Martill et ses collègues est le pompage gulaire, semblable à celui observé chez certains canards de surface. Dans ce cas, la bouche crée un courant d’eau actif. Le musculus depressor mandibulae ouvrait la bouche en utilisant le processus rétroarticulaire comme levier, créant une succion qui attirait l’eau par l’avant. En refermant la bouche, l’animal pouvait capturer les aliments. Les couronnes dentaires relativement flexibles aidaient à maintenir les rangées de dents imbriquées. Comme la courbure des mâchoires pouvait entraîner une perte d’eau à l’avant, celle-ci pouvait être compensée par une capacité accrue d’aspiration grâce au mouvement vertical vers le bas de la langue puissante. Un mouvement vers le haut accentuait l’action de compression. Avec cette méthode, la tête de l’animal pouvait être complètement immergée. Balaenognathus utilisait probablement à la fois l’alimentation passive par suspension et le pompage gulaire.

## Classification

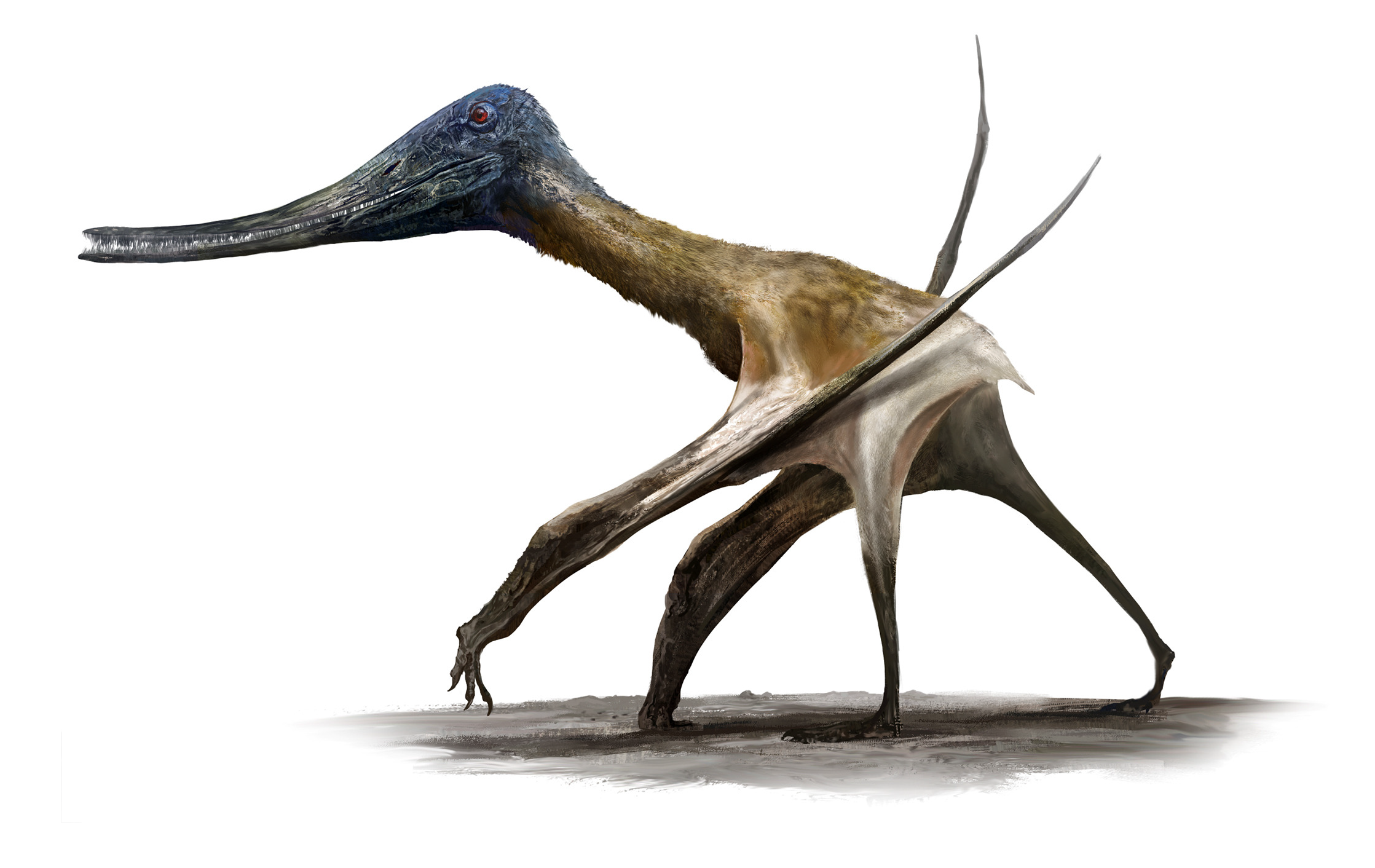
Paléoart de Balaenognathus.

Martill et al. (2023) ont classé Balaenognathus parmi les Ctenochasmatidae, en tant que taxon frère d’un clade comprenant Aurorazhdarcho, Gladocephaloideus, Feilongus, Moganopterus et Lonchodectes. Leurs résultats sont présentés dans le cladogramme ci-dessous :
|  | Gladocephaloideus                                                                         |
|  |                                                                                           |
|  | \| \| Feilongus \| \| \| \| \| \| Moganopterus \| \| \| \| \| \| Lonchodectes \| \| \| \| |
|  |                                                                                           |
|  | Feilongus                                                                                 |
|  |                                                                                           |
|  | Moganopterus                                                                              |
|  |                                                                                           |
|  | Lonchodectes                                                                              |
|  |                                                                                           |

|  | Feilongus    |
|  |              |
|  | Moganopterus |
|  |              |
|  | Lonchodectes |
|  |              |

|  | Gladocephaloideus                                                                         |
|  |                                                                                           |
|  | \| \| Feilongus \| \| \| \| \| \| Moganopterus \| \| \| \| \| \| Lonchodectes \| \| \| \| |
|  |                                                                                           |
|  | Feilongus                                                                                 |
|  |                                                                                           |
|  | Moganopterus                                                                              |
|  |                                                                                           |
|  | Lonchodectes                                                                              |
|  |                                                                                           |

|  | Feilongus    |
|  |              |
|  | Moganopterus |
|  |              |
|  | Lonchodectes |
|  |              |

|  | Gladocephaloideus                                                                         |
|  |                                                                                           |
|  | \| \| Feilongus \| \| \| \| \| \| Moganopterus \| \| \| \| \| \| Lonchodectes \| \| \| \| |
|  |                                                                                           |
|  | Feilongus                                                                                 |
|  |                                                                                           |
|  | Moganopterus                                                                              |
|  |                                                                                           |
|  | Lonchodectes                                                                              |
|  |                                                                                           |

|  | Feilongus    |
|  |              |
|  | Moganopterus |
|  |              |
|  | Lonchodectes |
|  |              |

|  | Gladocephaloideus                                                                         |
|  |                                                                                           |
|  | \| \| Feilongus \| \| \| \| \| \| Moganopterus \| \| \| \| \| \| Lonchodectes \| \| \| \| |
|  |                                                                                           |
|  | Feilongus                                                                                 |
|  |                                                                                           |
|  | Moganopterus                                                                              |
|  |                                                                                           |
|  | Lonchodectes                                                                              |
|  |                                                                                           |

|  | Feilongus    |
|  |              |
|  | Moganopterus |
|  |              |
|  | Lonchodectes |
|  |              |

|  | Gladocephaloideus                                                                         |
|  |                                                                                           |
|  | \| \| Feilongus \| \| \| \| \| \| Moganopterus \| \| \| \| \| \| Lonchodectes \| \| \| \| |
|  |                                                                                           |
|  | Feilongus                                                                                 |
|  |                                                                                           |
|  | Moganopterus                                                                              |
|  |                                                                                           |
|  | Lonchodectes                                                                              |
|  |                                                                                           |

|  | Feilongus    |
|  |              |
|  | Moganopterus |
|  |              |
|  | Lonchodectes |
|  |              |

|  | Gladocephaloideus                                                                         |
|  |                                                                                           |
|  | \| \| Feilongus \| \| \| \| \| \| Moganopterus \| \| \| \| \| \| Lonchodectes \| \| \| \| |
|  |                                                                                           |
|  | Feilongus                                                                                 |
|  |                                                                                           |
|  | Moganopterus                                                                              |
|  |                                                                                           |
|  | Lonchodectes                                                                              |
|  |                                                                                           |

|  | Feilongus    |
|  |              |
|  | Moganopterus |
|  |              |
|  | Lonchodectes |
|  |              |

|  | Gladocephaloideus                                                                         |
|  |                                                                                           |
|  | \| \| Feilongus \| \| \| \| \| \| Moganopterus \| \| \| \| \| \| Lonchodectes \| \| \| \| |
|  |                                                                                           |
|  | Feilongus                                                                                 |
|  |                                                                                           |
|  | Moganopterus                                                                              |
|  |                                                                                           |
|  | Lonchodectes                                                                              |
|  |                                                                                           |

|  | Feilongus    |
|  |              |
|  | Moganopterus |
|  |              |
|  | Lonchodectes |
|  |              |

|  | Gladocephaloideus                                                                         |
|  |                                                                                           |
|  | \| \| Feilongus \| \| \| \| \| \| Moganopterus \| \| \| \| \| \| Lonchodectes \| \| \| \| |
|  |                                                                                           |
|  | Feilongus                                                                                 |
|  |                                                                                           |
|  | Moganopterus                                                                              |
|  |                                                                                           |
|  | Lonchodectes                                                                              |
|  |                                                                                           |

|  | Feilongus    |
|  |              |
|  | Moganopterus |
|  |              |
|  | Lonchodectes |
|  |              |

## Paléoécologie
Balaenognathus a été découvert dans les couches de la Formation de Torleite (en), qui date du Kimméridgien supérieur, entre 152,1 ± 0,9 et 157,3 ± 1,0 millions d’années. Le dinosaure Sciurumimus a également été décrit dans cette formation. Des fossiles appartenant à des crocodylomorphes, des tortues (Eurysternum), des rhynchocéphales (Sphenofontis), des poissons et des ammonites (Aulacostephanus eudoxus) y ont aussi été découverts.